# Škraplja
Škraplje so podolgovat žleb na neporaslih površinah trdega apnenca, ki nastane pod vplivom tekoče vode. Geomorfološka površinska oblika škrapelj je značilna za kraški svet.
Tekoča voda lahko teče po apnencu kot deževnica, talna voda, vode iz ledenikov ali morska voda. Pri tem počasi raztaplja apnenec, ki se pod vplivom organskih kislin v vodi (te pridejo vanjo preko atmosfere ali z izpiranjem tal) raztopi in pomeša z njo.
Škraplje med seboj ločijo vmesni grebeni, ki so na določenih mestih lahko izjemno ostri. Take grebene imenujemo skalni noži, teren »posipan« z njimi pa je izjemno težko prehoden. Površju, ki je gosto pokrito s škrapljami pravimo škrapljišče, lahko pa je nadzemno ali podzemno (če je voda izdolbla škraplje pod vrhnjo plastjo prsti).
Podoben kraški pojav, vendar v manjših dimenzijah so žlebiči.